# Ренарс Демітерс
Ренарс Демітерс (латис. Renārs Demiters; народився 12 серпня 1986, Рига, Латвія) — латвійський хокеїст, захисник. Захищає кольори французького «Ліона». Виступав в лієпайському Металургсі.